# Deglur
Deglur (o Degloor, Diglur) è una città dell'India di 48.024 abitanti, situata nel distretto di Nanded, nello stato federato del Maharashtra. In base al numero di abitanti la città rientra nella classe III (da 20.000 a 49.999 persone).

## Geografia fisica
La città è situata a 18° 33' 0 N e 77° 35' 60 E e ha un'altitudine di 368 m s.l.m..

## Società

### Evoluzione demografica
Al censimento del 2001 la popolazione di Deglur assommava a 48.024 persone, delle quali 24.623 maschi e 23.401 femmine. I bambini di età inferiore o uguale ai sei anni assommavano a 6.948, dei quali 3.556 maschi e 3.392 femmine. Infine, coloro che erano in grado di saper almeno leggere e scrivere erano 30.813, dei quali 17.984 maschi e 12.829 femmine.